# Finanzwirt (bbw)
Der Finanzwirt (bbw) ist ein finanzwirtschaftlicher Abschluss, der vom Bildungswerk der Berlin-Brandenburgischen Wirtschaft, bbw-Akademie Berlin, an acht bundesdeutschen Prüfungsstandorten zum Finanzwirt (bbw) abgeprüft wird. Im Gegensatz zu Diplom-Finanzwirt (FH) oder Finanzwirt werden steuerliche Kenntnisse marginal vermittelt und sind mit deren Qualifikation nicht vergleichbar.
Der Rahmenstoffplan umfasst 330 Unterrichtsstunden in sechs Prüfungsfächern und ist inhaltlich auf eine privatkundenorientierte Finanzberatung ausgelegt. Er wurde erstmals 1994 abgeprüft und ist mit mehr als 10.000 Teilnehmern bis 2004 die am weitesten verbreitete Qualifikation unter unabhängigen Finanzberatern und -vermittlern in Deutschland. 
Der Finanzwirt (bbw) gilt als Ur-Version der 1997 eingerichteten öffentlich-rechtlichen Abschlüsse zum Fachberater für Finanzdienstleistungen und Fachwirt für Finanzberatung. Er entspricht gleichzeitig dem Grundlagenteil des europäisch orientierten Abschlusses Masterconsultant in Finance, der in Deutschland ebenfalls von der bbw-Akademie abgeprüft wird. 
Er ist im Rahmen von berufsbegleitenden Teilprüfungen (Credits) organisiert, während der inhaltsgleiche IHK-Abschluss Fachberater für Finanzdienstleistungen in einer mehrtägigen Abschlussprüfung abgelegt werden muss.